# Sylvie Le Bon de Beauvoir
Sylvie Le Bon de Beauvoir (geb. 17. Januar 1941 in Rennes) ist eine französische Schriftstellerin und Philosophieprofessorin. Sie ist die Adoptivtochter von Simone de Beauvoir. Das Treffen der beiden Frauen wurde im Buch Alles in allem beschrieben, das Simone de Beauvoir ihr gewidmet hat.

## Leben
In den 1960er Jahren war Sylvie Le Bon eine junge Philosophie-Studentin und so begeistert von Beauvoirs Büchern, dass sie diese gerne treffen wollte. Le Bon und Beauvoir schlossen trotz des Altersunterschiedes Freundschaft, reisten zusammen und formten eine gemeinsame Idee von Philosophie und Feminismus.
Als Jean-Paul Sartre 1980 starb, kümmerte sich Sylvie Le Bon um die kranke Simone de Beauvoir. Um nicht abhängig von ihrer Schwester, Hélène de Beauvoir, zu sein, entschied Beauvoir, Le Bon zu adoptieren, und übergab ihr zur gleichen Zeit die moralischen Rechte an ihrem literarischen Werk.
Nach dem Tod von Simone de Beauvoir im Jahre 1986 veröffentlichte Sylvie Le Bon de Beauvoir Teile des Briefwechsels von ihr:
- Briefe an Sartre – eine Anthologie an Briefen zwischen Simone de Beauvoir und Sartre
- Briefe an Nelson Algren
- Correspondance croisée (Simone de Beauvoir und Jacques-Laurent Bost)
- Anne, ou quand prime le spirituel (Veröffentlichung von Simone de Beauvoirs erstem Roman)